# 난소 염전
난소 염전(卵巢捻轉, ovarian torsion, OT)은 난소가 꼬이는 것을 말한다. 난소꼬임이라고도 한다.

## 증상
난소 염전 환자들은 갑자기 증상이 찾아올 수 있으며 아랫배 통증이 오는 것이 보통인데, 사례 중 70%가 메스꺼움과 구토를 동반한다.
도플러 초음파를 사용하여 진단하는 것이 제안되고 있다.

## 치료
난소 염전의 외과 치료에는 꼬인 난소를 풀기 위한 복강경 수술, 그리고 한 번 더 꼬일 수 있는 난소를 고정시키기 위한 난소고정술을 포함한다. 난소로 가는 혈류가 장기간 차단되는 극심한 상황의 경우 난소의 괴사가 발생할 수 있다. 이러한 경우 난소는 수술을 통해 제거해야 한다.

## 같이 보기
- 고환꼬임